# Emmeline Pankhurstová
Emmeline Pankhurstová (15. července 1858 Manchester – 14. června 1928 Londýn) byla britská politická aktivistka a vedoucí představitelka hnutí britských sufražetek, která pomohla ženám získat volební právo. V roce 1999 ji časopis Time zařadil mezi 100 nejdůležitějších lidí 20. století. Pankhurst byla často kritizována za svou militantní taktiku a historici se přou o její efektivitě, ale práce, kterou Pankhurst vykonala, je považována za zásadní pro získání volebního práva žen ve Spojeném království.

## Životopis
Narodila se v Manchesteru v roce 1858 politicky aktivním rodičům. Ve 14 letech se seznámila s hnutím za volební právo žen. Založila a byla aktivní v organizaci Women's Franchise League, která prosazovala volební právo pro vdané i nevdané ženy. Když se tato organizace rozpadla, snažila se stát členkou levicové Independent Labour Party, ale byla odmítnuta na základě pohlaví.
V roce 1903 založila Women's Social and Political Union, čistě ženskou organizaci bojující za volební práva žen. Tato organizace se proslavila především militantními akcemi: pod heslem „Skutky, nikoliv slova“ její členky napadaly veřejnou infrastrukturu a majetek, aby upoutaly pozornost médií (deklarovaly, že nechtějí útočit na lidi). Pankhurst, její dcery a ostatní členky organizace byly opakovaně odsuzovány k trestům odnětí svobody. Ve vězení držely hladovku a byly často násilně nuceny přijímat potravu.
Se začátkem první světové války Pankhurst ukončila aktivistické násilí jako akt podpory britské vládě v boji proti Německu. V roce 1918 byl britským parlamentem představen zákon o volebním právu pro muže starší 21 let a ženy starší 30 let. Tento nepoměr byl zvolen proto, aby se muži po ztrátách na životech nestali menšinovými voliči.
Pankhurst organizaci Women's Social and Political Union přetransformovala na politickou stranu Women's Party, která prosazovala zrovnoprávnění žen ve veřejném životě. V pozdějších letech se v obavě z bolševismu stala členkou Konzervativní strany.
Zemřela 14. června 1928, pouze týdny předtím, než Konzervativní strana prosadila zákon o rozšíření volebního práva pro všechny ženy starší 21 let.
Je pochována na hřbitově Brompton Cemetery v Londýně.